# 新米哈伊利夫卡 (蒂什基夫卡市鎮)
48°27′18″N 30°51′17″E / 48.45500°N 30.85472°E
新米哈伊利夫卡（烏克蘭語：Новомихайлівка）是位於烏克蘭中部的村莊，由基洛夫格勒州新烏克蘭卡區的蒂什基夫卡市鎮負責管轄。該村始建於1861年，面積0.52平方公里，海拔高度137米，2001年人口10，人口密度每平方公里19.4人。